# Edward Adrian Wilson

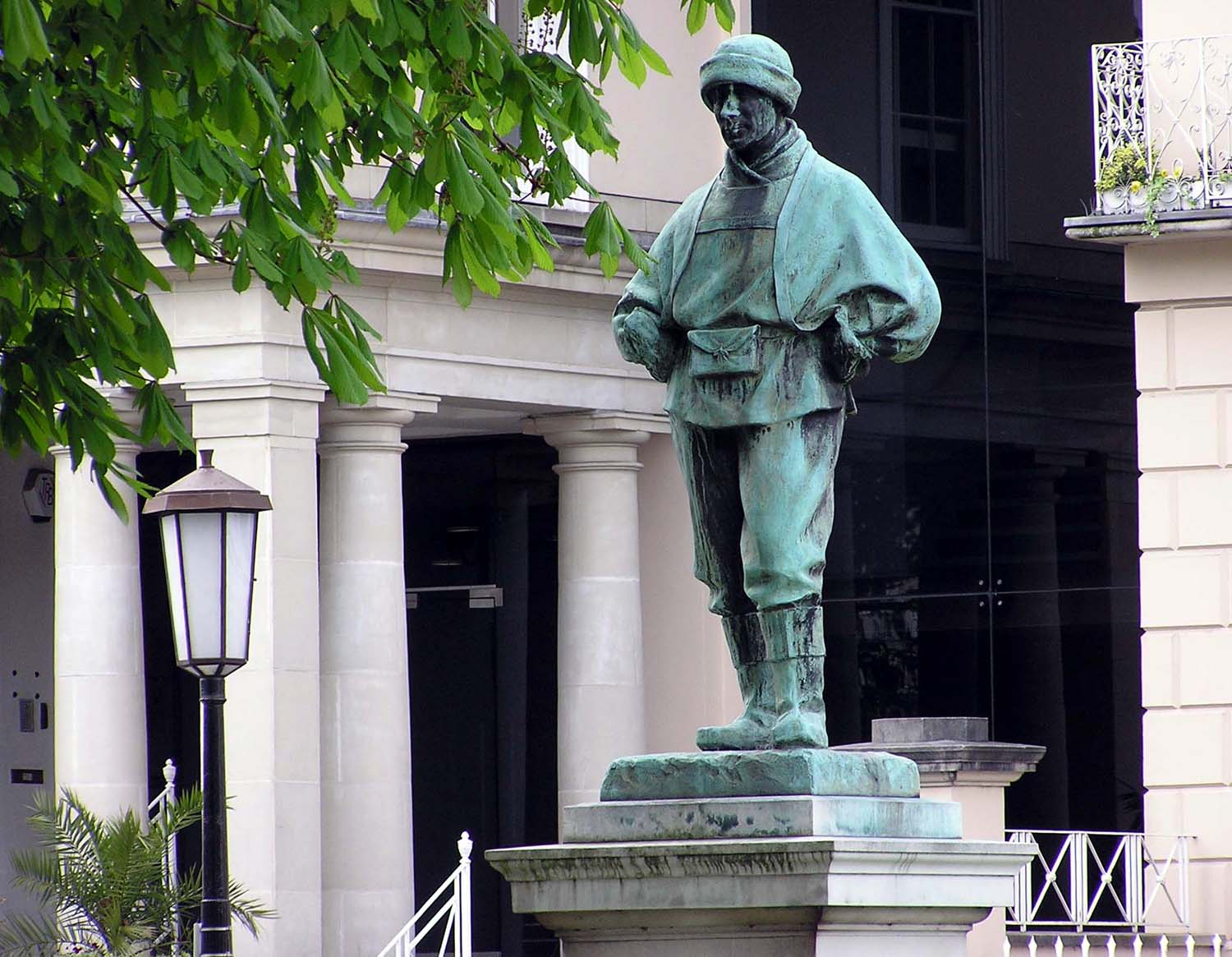
Estátua de Wilson no Promenade, Cheltenham

Edward Adrian Wilson (Cheltenham, 23 de julho de 1872 — Polo Sul, 29 de março de 1912) foi um explorador polar inglês, ornitólogo, historiador natural, médico e artista.

## Juventude
Nascido em Cheltenham em 23 de julho de 1872, Wilson era o segundo filho e o quinto filho do médico Edward Thomas Wilson e de sua esposa, Mary Agnes, nascida Whishaw. Um menino inteligente, sensível, mas turbulento, ele desenvolveu o amor pelo campo, pela história natural e pelo desenho desde cedo. Ele foi enviado como interno para uma escola preparatória em Clifton, Bristol, mas depois de não conseguir uma bolsa de estudos para a escola pública, ele frequentou o Cheltenham College para meninos como aluno diurno.
Sua mãe era criadora de aves e ele passou grande parte de sua juventude na fazenda The Crippetts, em Leckhampton, perto de Cheltenham. Aos nove anos, ele anunciou a seus pais que se tornaria um naturalista. Com o incentivo e orientação de seu pai, ele começou a fazer desenhos da vida selvagem e da fauna nos campos ao redor da fazenda. Depois de passar seus exames com honras em ciências em 1891, ele foi para Gonville and Caius College, Cambridge, onde estudou Ciências Naturais, obtendo um diploma de primeira classe em 1894.
Foi nessa época que ele desenvolveu a profunda fé cristã e o ascetismo pelo qual viveu. Ele estudou para seu bacharelado em medicina na St George's Hospital Medical School, em Londres e realizou trabalho missionário nas favelas de Battersea em seu tempo livre. Em fevereiro de 1898, pouco antes de se qualificar como médico, Wilson ficou gravemente doente e foi diagnosticado com tuberculose pulmonar, contraída durante seu trabalho missionário.
Durante uma longa convalescença desta doença, ele passou meses na Noruega e na Suíça, tempo que usou para praticar e desenvolver suas habilidades como artista. Ele se formou em medicina em 1900, e no ano seguinte foi nomeado cirurgião júnior no Hospital Geral de Cheltenham.
Em 1897, ele conheceu Oriana Fanny Souper na Caius House, Battersea, enquanto conduzia o trabalho missionário. Eles se casaram em 16 de julho de 1901, três semanas antes de partir para a Antártica como um membro da expedição de Robert Falcon Scott. O casamento foi em Hilton, Huntingdonshire, onde seu pai era o vigário.

## Antártica

### ExpediçãoDiscovery

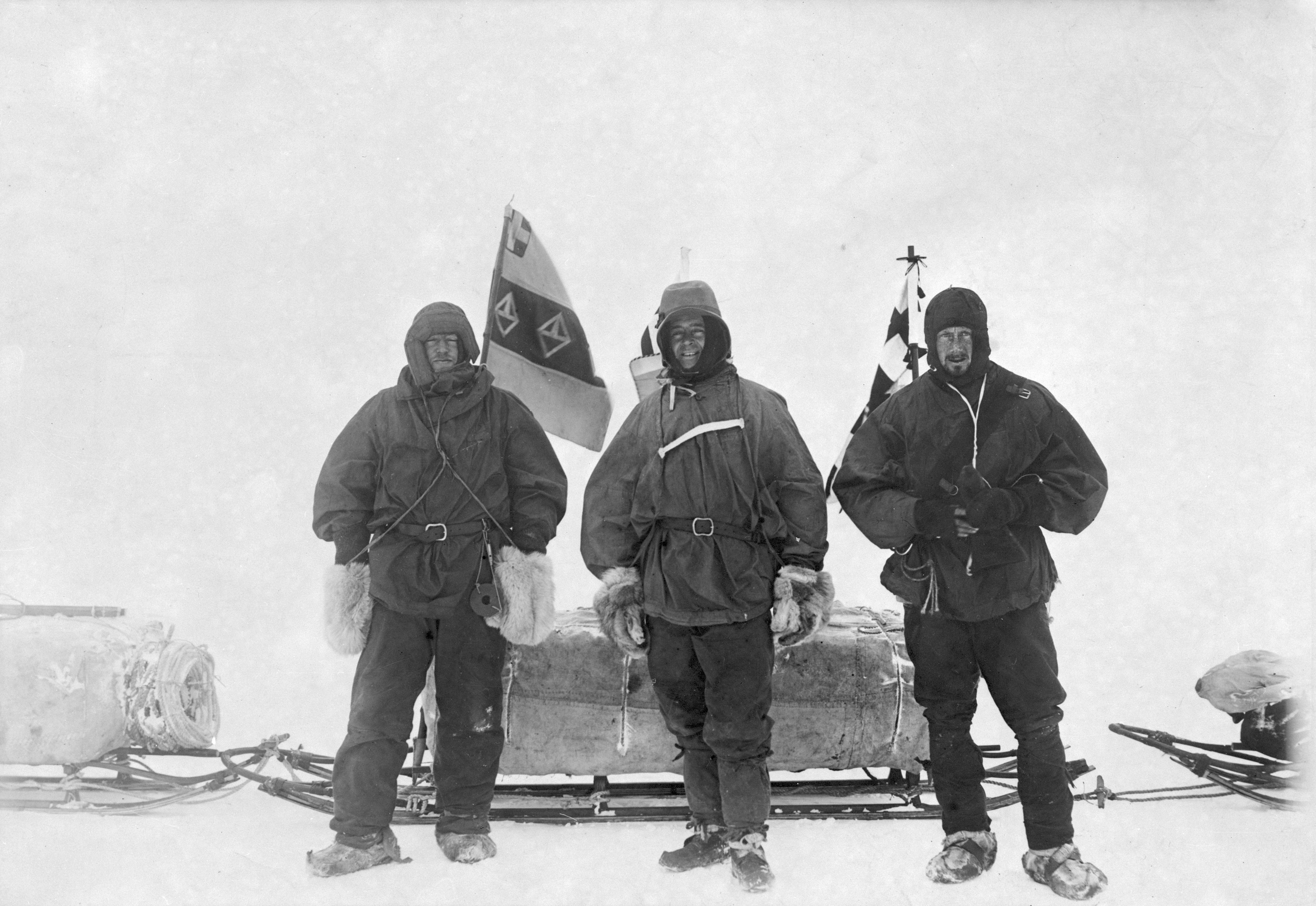
Shackleton, Scott e Wilson, em 2 de novembro de 1902

De 1901 a 1904, Wilson atuou como cirurgião júnior, zoólogo e artista de expedição, partindo na Expedição Discovery em 6 de agosto de 1901. Eles chegaram à Antártica em janeiro de 1902. Em 2 de novembro, Wilson, Scott e Ernest Shackleton partiram em uma jornada que, na época, foi a jornada mais ao sul alcançada por qualquer explorador. O grupo tinha cães, mas eles não tinham experiência em usá-los e a comida trazida para os cães tinha estragado. Com muitos dos cães mortos, eles voltaram no dia 31 de dezembro, atingindo a latitude 82°17'S. Eles viajaram 300 milhas (480 km) mais ao sul do que qualquer um antes deles e estavam a apenas 480 milhas (770 km) do Polo.
Shackleton estava se deteriorando rapidamente, tossindo sangue e sofrendo desmaios e incapaz de ajudar a puxar o trenó. Scott e Wilson, eles próprios sofrendo, lutaram para levar a festa para casa. Foi uma decisão difícil. No entanto, 93 dias após a partida, tendo percorrido 960 milhas (1 540 km), eles alcançaram o Discovery e a segurança em fevereiro de 1903. No mês seguinte, Shackleton, tendo sofrido particularmente de escorbuto e exaustão, foi mandado para casa cedo por Scott na navio Morning. Em seu retorno, Shackleton pediu a Wilson para se juntar à sua Expedição Nimrod à Antártica em 1907, mas em parte por lealdade a Scott, Wilson recusou.

### ExpediçãoTerra Nova

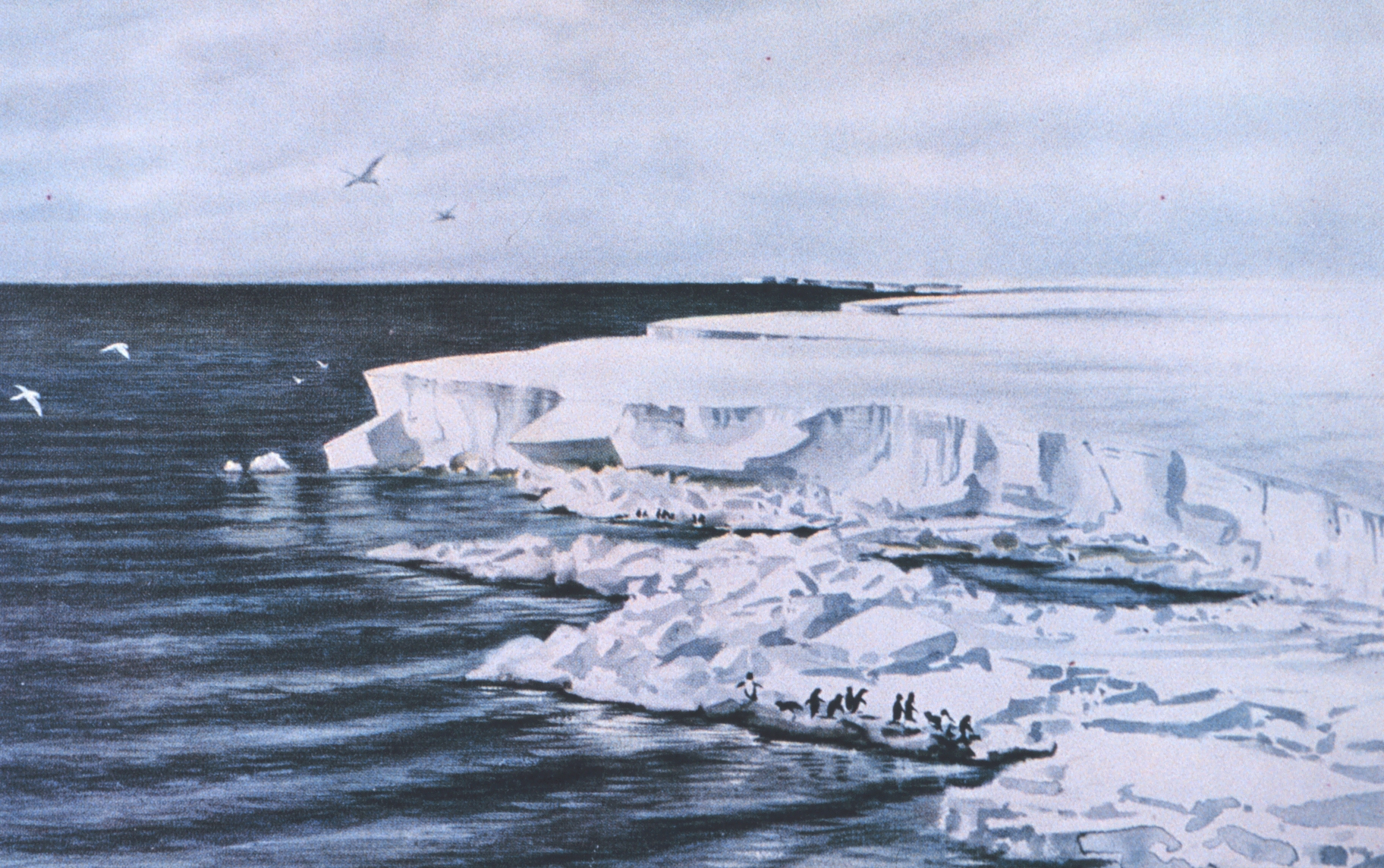
A grande barreira de gelo - olhando para o leste do Cabo Crozier, aquarela de 1911 de Wilson

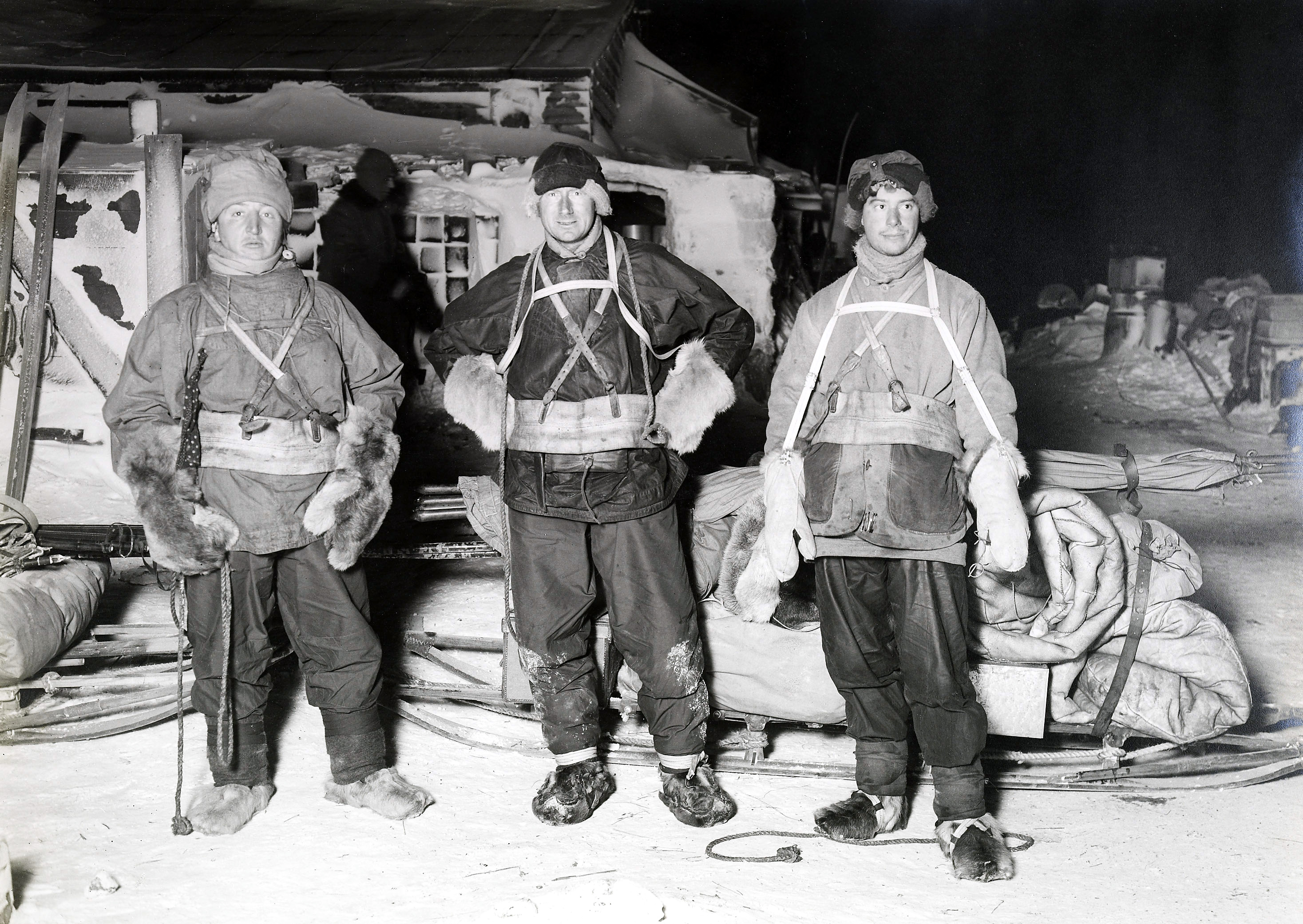
Bowers, Wilson e Cherry-Garrard

Em 15 de junho de 1910, Wilson partiu de Cardiff no navio Terra Nova, como chefe da equipe científica da viagem final de Scott, a Expedição Terra Nova. Depois de fazer paradas na Madeira, África do Sul, Austrália e Nova Zelândia, o Terra Nova ficou preso por três semanas por gelo e finalmente chegou ao Cabo Evans no estreito de McMurdo no início de janeiro de 1911. Uma cabana de acampamento base foi construída e três semanas depois, os trabalhos começaram a estabelecer os depósitos de suprimentos em preparação para a viagem ao Polo Sul a primavera austral seguinte. A deterioração das condições meteorológicas e os pôneis fracos e não aclimatados significaram que o principal ponto de abastecimento, One Ton Depot, foi colocado 35 milhas (56 km) mais ao norte de sua localização planejada a 80°S, algo que se provou crítico durante a viagem de retorno do Pole no ano seguinte.

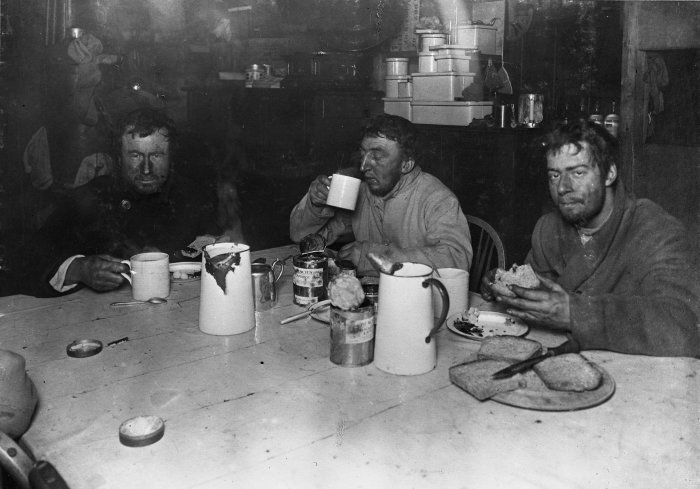
Wilson, Bowers e Cherry-Garrard após seu retorno

No inverno austral de 1911, Wilson liderou a "jornada de inverno", uma jornada com Henry Robertson Bowers and Apsley Cherry-Garrard, ao criadouro do pinguim imperador no Cabo Crozier para coletar ovos para estudo científico. A jornada de 60 milhas (97 km) foi feita em escuridão quase total, com temperaturas chegando a −70 °F (−57 °C).
Congelados e exaustos, eles alcançaram seu objetivo apenas para serem parados por uma nevasca durante a qual sua barraca foi arrancada e carregada pelo vento, deixando os homens presos em seus sacos de dormir por um dia e meio sob uma densa nuvem de neve. Quando os ventos diminuíram, por grande sorte, eles encontraram sua barraca alojada a cerca de oitocentos metros de distância nas rochas. Tendo coletado três ovos com sucesso, e desesperadamente exaustos, eles retornaram ao Cabo Evans em 1º de agosto de 1911, cinco semanas após a partida. Cherry-Garrard mais tarde descreveu essa expedição em suas memórias, The Worst Journey in the World.
Em 1º de novembro, 14 homens partiram do Cabo Evans para a longa viagem ao Polo Sul. Setenta e nove dias depois, Wilson fazia parte do grupo polar de cinco homens que alcançou o polo em 18 de janeiro de 1912, apenas para descobrir que o polo havia sido reivindicado pelo norueguês Roald Amundsen e sua equipe apenas cinco semanas antes.
A viagem de volta logo se tornou um caso desesperador devido à combinação de exaustão, falta de nutrientes em sua dieta e clima excepcionalmente adverso. Em 17 de fevereiro, perto da base da geleira Beardmore, o suboficial Edgar Evans morreu, suspeito de ser de uma lesão cerebral sofrida após uma queda em uma fenda duas semanas antes. Então, em uma tentativa vã de salvar seus companheiros, o capitão Lawrence Oates saiu deliberadamente de sua tenda para a morte em 16 de março, depois que seus pés congelados desenvolveram gangrena. Wilson, Scott e Henry Robertson Bowers continuou por mais três dias, progredindo mais 20 milhas (32 km), mas foram interrompidos por uma nevasca em 20 de março, 11 milhas (18 km) aquém do depósito de alimentos 'One Ton' que poderia tê-los salvado.

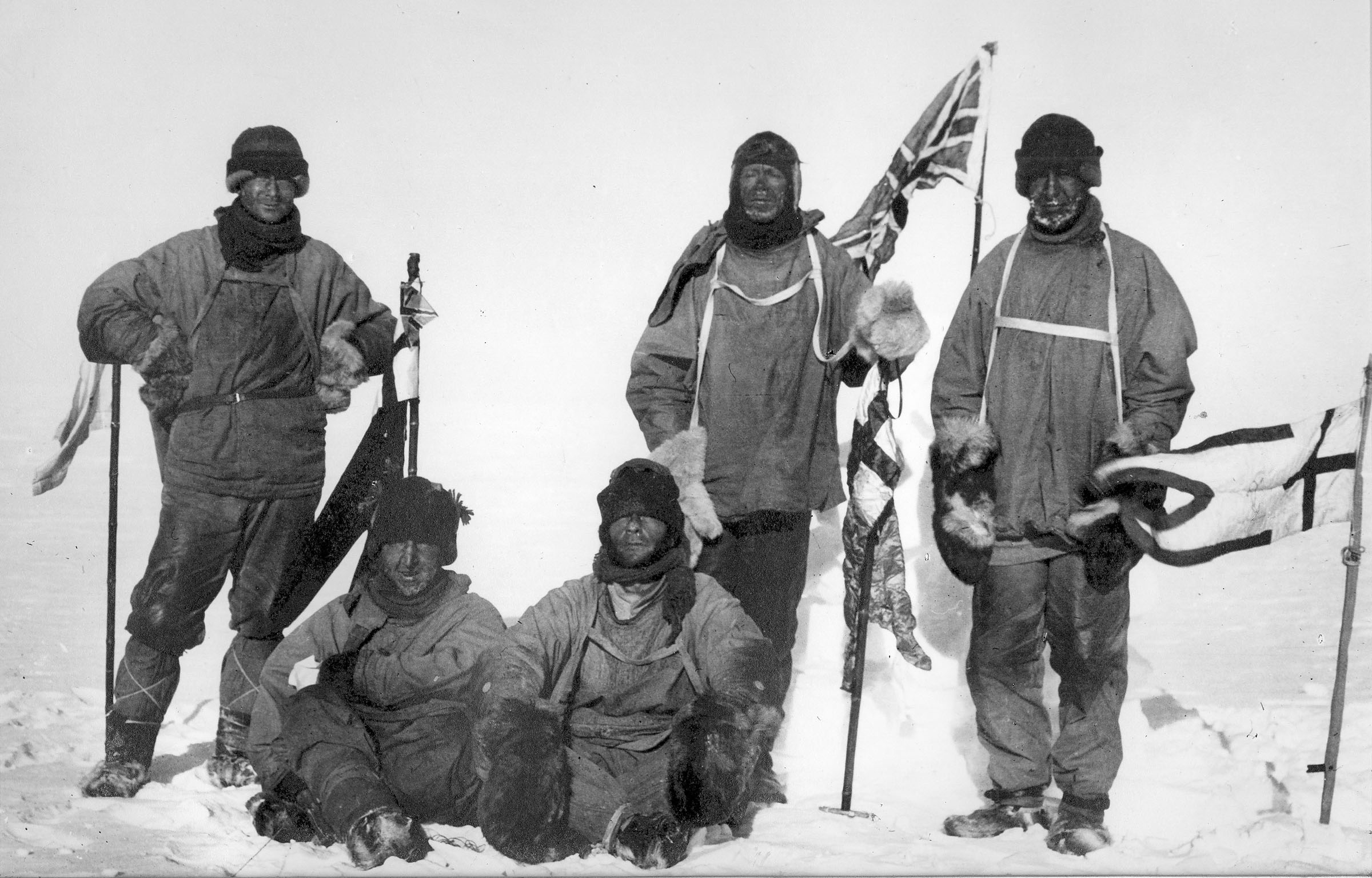
No Polo Sul: Wilson, Bowers, Evans, Scott e Oates

A nevasca continuou por dias, mais tempo do que eles tinham combustível e comida para. Muito fracos, com frio e com fome para continuar, eles morreram em sua tenda em 29 de março ou logo depois - a última anotação do diário de Scott - ainda a 238 km de seu acampamento base. Seus corpos foram encontrados por um grupo de busca na primavera seguinte, em 12 de novembro de 1912. Sua tenda foi derrubada sobre eles pelo grupo de busca que os enterrou onde estavam, sob um monte de neve, encimado por uma cruz feita de um par de esquis. Quando a notícia da tragédia chegou à Grã-Bretanha em fevereiro de 1913, ela criou um luto nacional.
Carinhosamente apelidado de "Tio Bill" pelos homens da expedição, Wilson era o confidente de muitos, respeitado por seu julgamento, habilidade de mediação e dedicação aos outros. Segundo todos os relatos, Wilson era provavelmente o camarada mais próximo de Scott na expedição. Scott escreveu: "As palavras sempre devem falhar quando falo de Bill Wilson. Acredito que ele realmente é o melhor personagem que já conheci." Quando o acampamento final de Scott foi descoberto por uma equipe de busca em novembro de 1912, Bowers e Wilson foram encontrados congelados em seus sacos de dormir. A bolsa de Scott estava aberta e seu corpo parcialmente fora da bolsa - seu braço esquerdo estava estendido sobre Wilson.